# رملن
رملن (به فرانسوی: Rémeling) یک کمون در فرانسه است که در Canton of Sierck-les-Bains واقع شده‌است.

## خصوصیات
رملن ۶٫۴۷ کیلومترمربع مساحت و ۲۶۰ نفر جمعیت دارد و ۳۰۰ متر بالاتر از سطح دریا واقع شده‌است.